# Bracon tricolorinus
Bracon tricolorinus är en stekelart som beskrevs av Roy D. Shenefelt 1978. Bracon tricolorinus ingår i släktet Bracon och familjen bracksteklar. Inga underarter finns listade.